# Chivivireo
Chivivireo (Vireo chivi) är en nyligen urskiljd fågelart i familjen vireor inom ordningen tättingar.

## Utbredning och systematik
Fågeln delas in i två grupper med totalt nio underarter, med följande utbredning:
- agilis-gruppen
  - Vireo chivi caucae – tropiska västra Colombia
  - Vireo chivi griseobarbatus – tropiska västra Ecuador och nordvästra Peru
  - Vireo chivi pectoralis – mellersta Marañóndalen i sydligaste Ecuador (Zamora-Chinchipe) och norra Peru (Cajamarca, Amazonas, La Libertad)
  - Vireo chivi vividior – Colombia till Venezuela, Guyanaregionen och norra Brasilien samt Trinidad
  - Vireo chivi tobagensis – Tobago
  - Vireo chivi solimoensis – västra Amazonfloden och dess bifloder, från östra Ecuador och norra Peru österut till centrala Brasilien (österut till Madeiraflodens västra sida)
  - Vireo chivi agilis – östra Amazonfloden och dess bifloder västerut till Madeirafloden samt kustnära nordöstra och östra Brasilien (söderut till Rio de Janeiro)
- chivi-gruppen 
  - Vireo chivi diversus – sydöstra Brasilien (São Paulo) till Uruguay, Paraguay och nordöstra Argentina
  - Vireo chivi chivi – västra Amazonbäckenet, flyttar norrut till Colombia och Venezuela

Chivivireon betraktades tidigare som underart till rödögd vireo (Vireo olivaceus) men urskiljs sedan 2018 som egen art.

## Status
Arten har ett stort utbredningsområde och beståndet anses stabilt. Internationella naturvårdsunionen IUCN listar den därför som livskraftig (LC).